# Office de tourisme

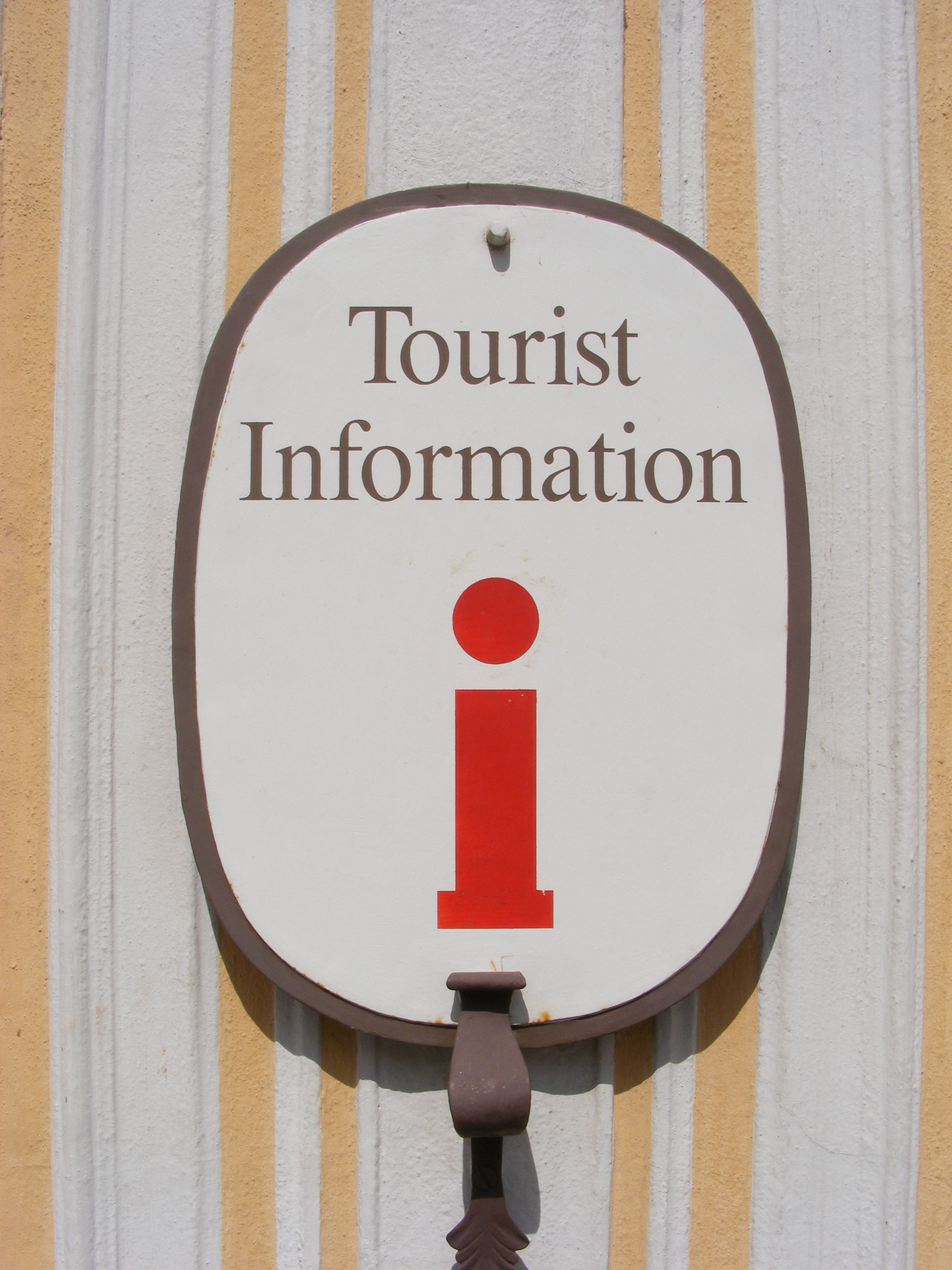
Tourist Information (Allemagne).

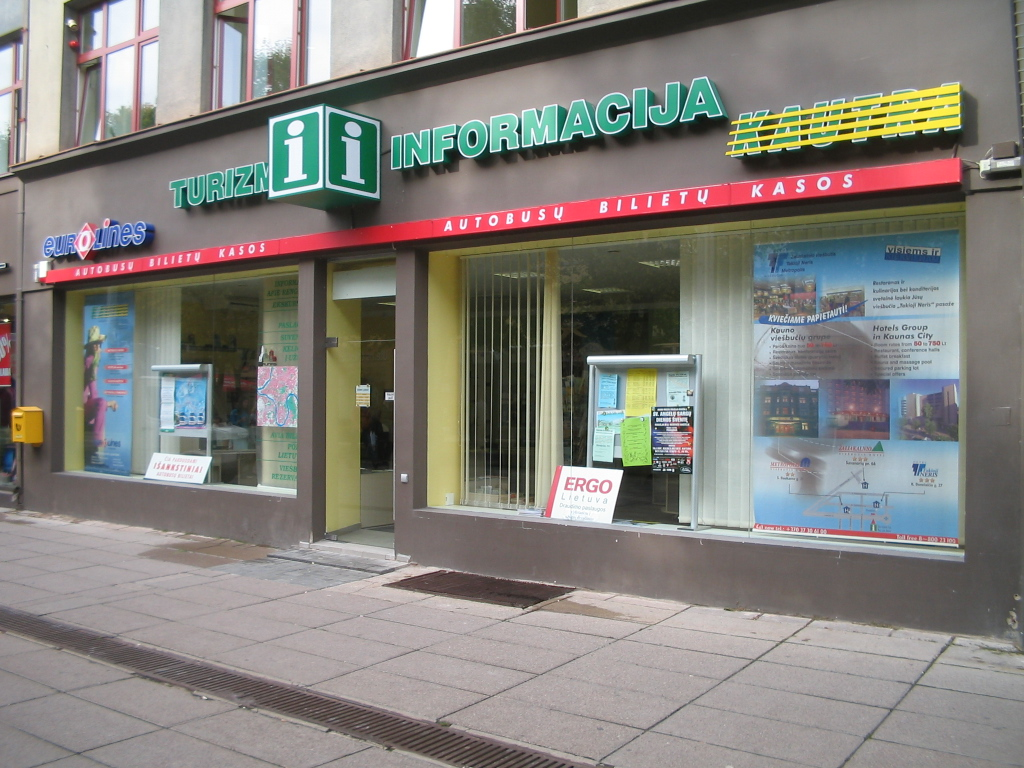
Office de tourisme de Kaunas en Lituanie.

 (octobre 2011).
L'office de tourisme ou office du tourisme est un centre d'information dont la mission est « l'accueil, l'information et la promotion du tourisme » sur le territoire concerné à destination du public ou des visiteurs, allant des simples habitants locaux aux excursionnistes en passant par les touristes. L'objectif de la structure est de faciliter le séjour touristique des visiteurs. Cette structure publique dans la plupart des pays est généralement située dans un ou plusieurs points stratégiques du territoire, notamment où le flux de personnes est important tels qu'une gare, un port, un aéroport. 
En France, l'office de tourisme est le successeur du syndicat d'initiative dont le premier fut fondé à Grenoble le 2 mai 1889, présidé par le comte de Montal. Annecy fut le deuxième à être créé à l'initiative de Camille Dunant le 4 février 1895. Sa mission était de rendre le séjour des visiteurs agréable et facile. Son premier secrétaire général, Francis Crolard, joue un rôle de premier plan au conseil supérieur du tourisme en 1920. Puis au début du XXe siècle, plusieurs villes s'organiseront afin de mettre en valeur leur territoire, à l'image du Syndicat d'initiative de Nancy et des Vosges créé en 1904. La France, par le biais du ministre des Travaux publics, Alexandre Millerand est un précurseur en matière d'office de tourisme. Il crée dès 1920, le premier bureau du tourisme français et international à Londres, ainsi qu’un bureau d’information touristique connu sous le nom de « Maison de la France ». Depuis la fin du XXe siècle, la majorité des destinations disposent de ce type de structure qui représente la vitrine de leur territoire, notamment ceux qui ont une vocation très touristique.

## Histoire

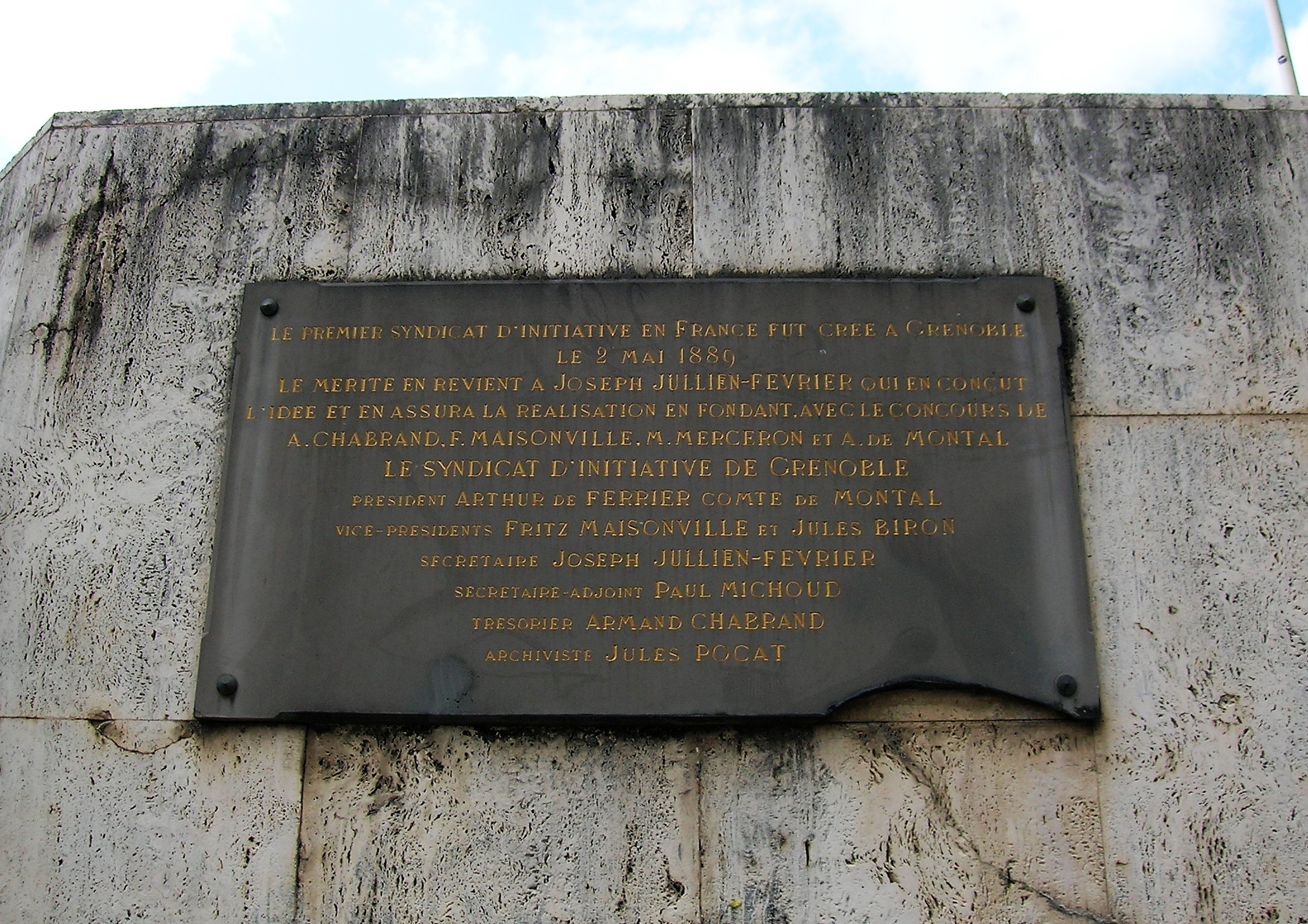
Plaque à l'honneur du syndicat d'initiative de Grenoble, à côté de l'office de tourisme actuel.

En 1910, à l’initiative du ministre des Travaux publics, Alexandre Millerand, la France est le premier pays à mettre en place un Office national du tourisme.
L'ONT existe de 1910 à 1935 et laisse rapidement la place au commissariat du tourisme faute de moyens financiers suffisants et isolés dans le monde du tourisme. Dans sa thèse B. Larique rappelle les rapports conflictuels que certains syndicats entretenaient avec l'ONT. Le commissariat général du tourisme, qui prend sa suite jusqu'en 1948, a été particulièrement actif durant l'exposition internationale de 1937, où le travail de recherche des syndicats d'initiative a été très important[pas clair]. Il s'agissait alors de valoriser la France face à ses voisins belliqueux, à travers la culture et les régions, au sein du village des régions.
Dix ans plus tard, le premier bureau du tourisme français voit le jour à Londres en 1920, ainsi qu’un bureau d’information touristique connu sous le nom de « Maison de la France » (désormais Atout France depuis le 22 mai 2009) situé aux Champs-Élysées, à Paris.
En 2009, la majorité des pays disposent d'un office national de tourisme. Afin de pouvoir renseigner et promouvoir son territoire à l'étranger, l'office national de tourisme dispose de plusieurs bureaux dans le monde. C'est le cas notamment d'Atout France qui en compte 33 à travers l'ensemble des cinq continents, mais aussi par exemple de VisitBritain qui regroupe la promotion de l'Angleterre, l'Écosse, l'Irlande du Nord et du Pays de Galles.

## En Amérique

### États-Unis

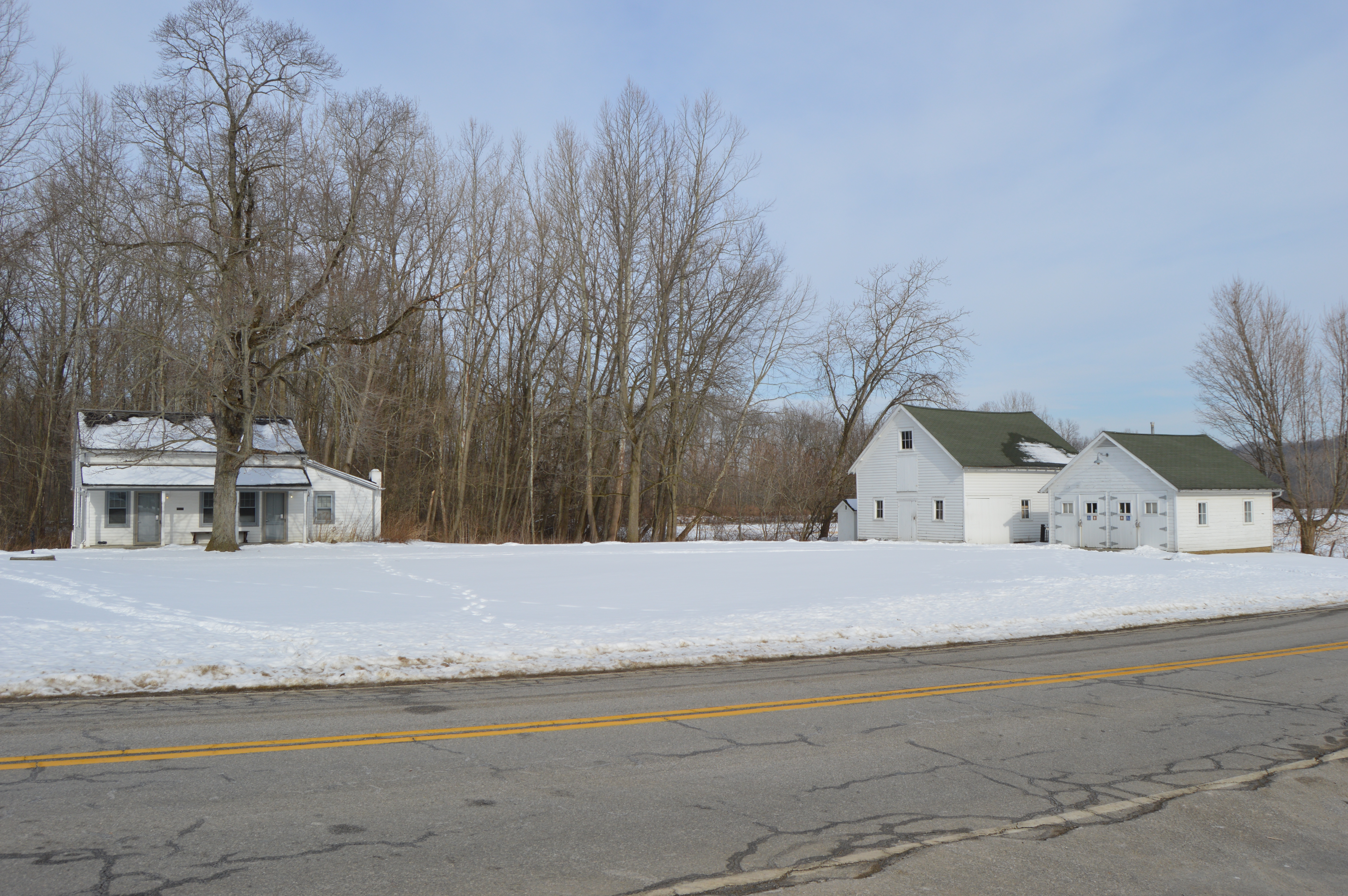
La Hunt-Wilke Farm, où se trouve un des offices du tourisme du parc national de Cuyahoga Valley, dans l'Ohio.

Aux États-Unis chaque État possède son propre office de tourisme.

### Pérou

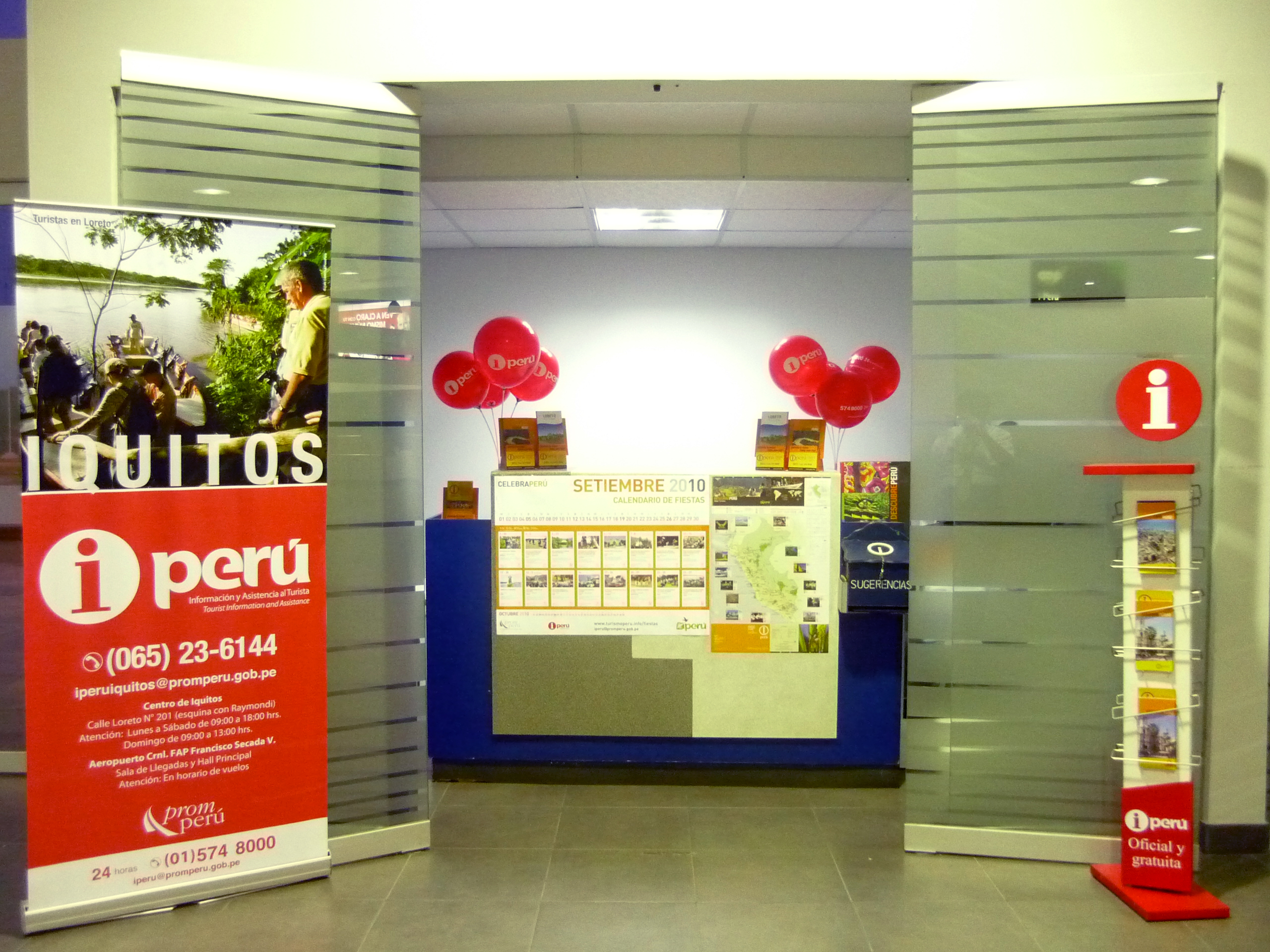
Iperú, information et assistance au touriste bureau à l'aéroport de Iquitos, en Amazonie péruvienne (Région de Loreto).

Iperú, information et assistance au touriste est un service offert gratuitement par le gouvernement péruvien pour les touristes nationaux et étrangers, lesquels peuvent obtenir des informations sur les destinations, les itinéraires, les centres d'intérêt, etc. Le bureau national du tourisme au Pérou ou « iperú », est responsable du traitement des réclamations présentées par les touristes nationaux et étrangers à l'encontre des fournisseurs de services touristiques, avec des pouvoirs de médiation et de conciliation (mais pas de sanction) pour les résoudre. Les opérateurs de iperú parlent anglais, et quelques autres langues.
Iperú, information et assistance au touriste dispose d'un réseau de 31 bureaux situés dans 13 régions du Pérou.

## En Europe

### Belgique
En Belgique, le tourisme est une compétence régionalisée.

#### Région wallonne
Le principe de la Maison du tourisme a été créé par décret en 1999.  Chaque maison  a le statut d’association sans but lucratif et dispose d’un bureau d’accueil doté d’agents bilingues (français-néerlandais, français-anglais ou français-allemand selon les endroits) ; chacune possède en outre un système d’information accessible en dehors des heures d’ouverture (répondeur téléphonique, site internet, etc.).
La Maison du tourisme établit avec la Région wallonne un contrat-programme renouvelable de trois ans pour définir ses missions et ses actions.
On répertorie actuellement 42 maisons qui couvrent toute la Région wallonne et sont ouvertes au moins 300 jours par an, les weekends étant des périodes d’ouverture obligatoire. Ces maisons du tourisme reprennent actuellement 254 des 262 communes wallonnes.
La première d’entre elles a été créée en novembre 2008, à Dinant, et regroupait 5 communes (Anhée, Dinant, Hastière, Onhaye et Yvoir) pour former la zone « Haute Meuse Dinantaise » avec le thème : « Vallées de Forteresses et de Châteaux ».

### France

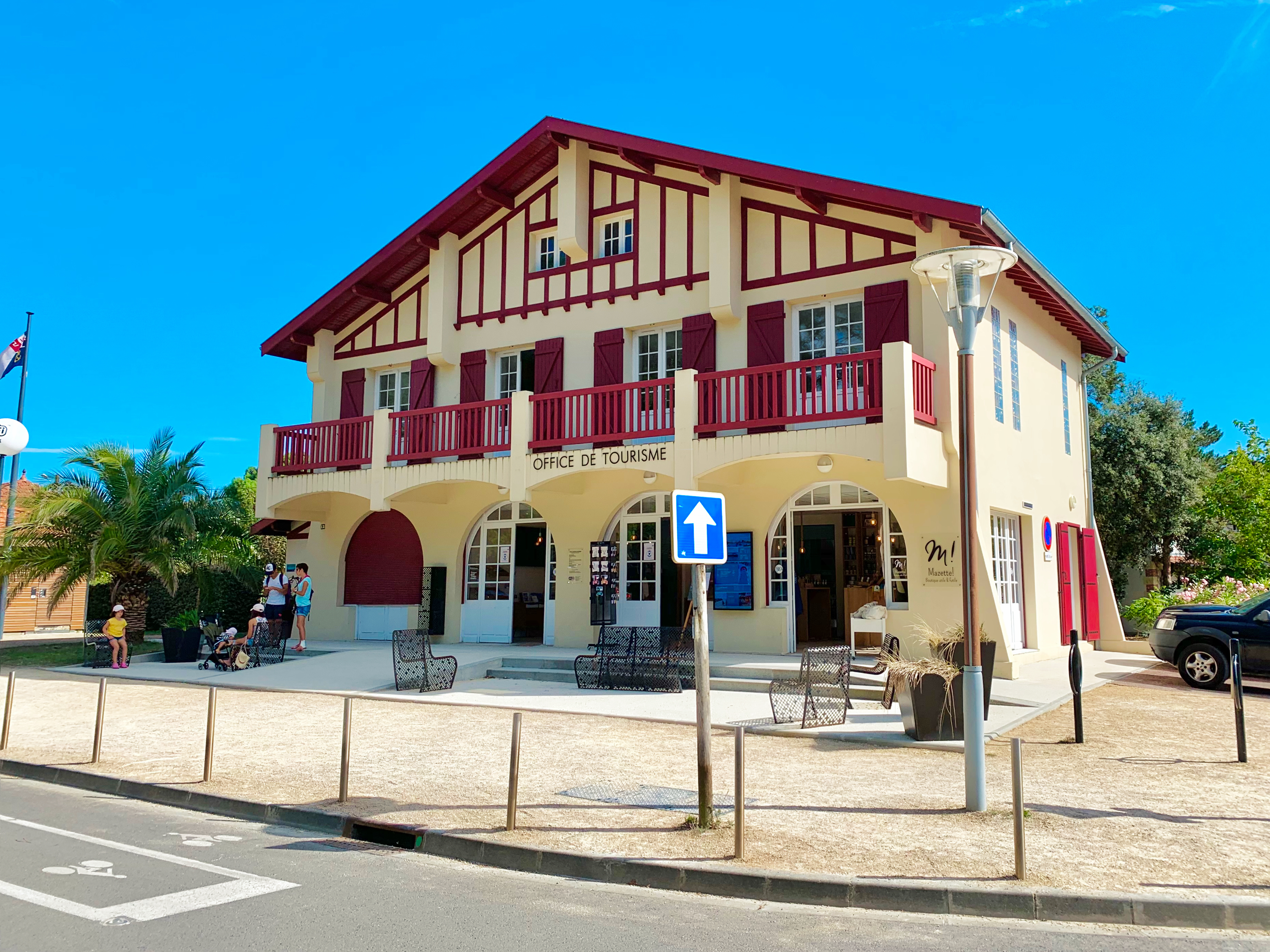
L’Office de Tourisme du Cap Ferret en Gironde.

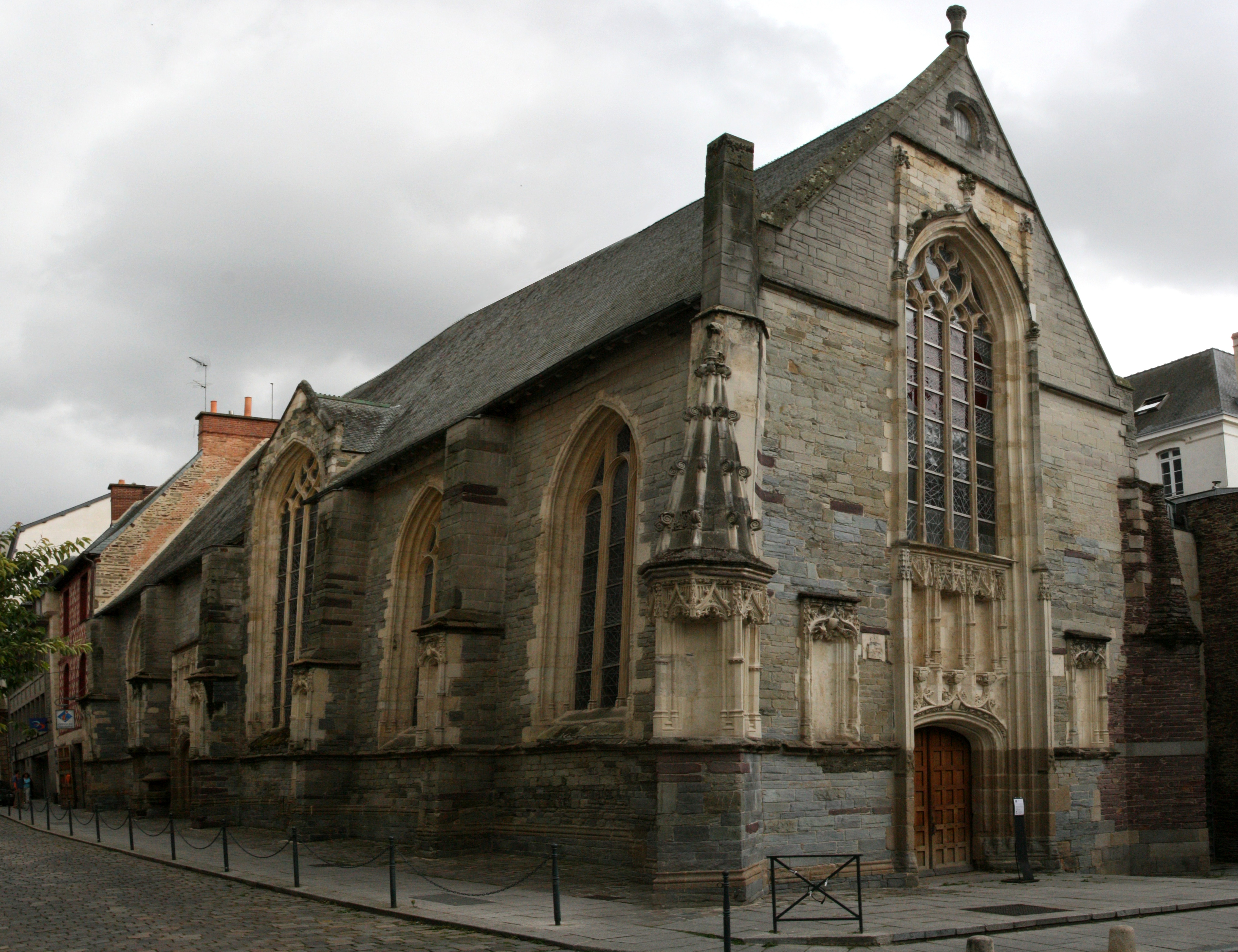
Office de Tourisme de Rennes dans la chapelle Saint-Yves, en Bretagne.

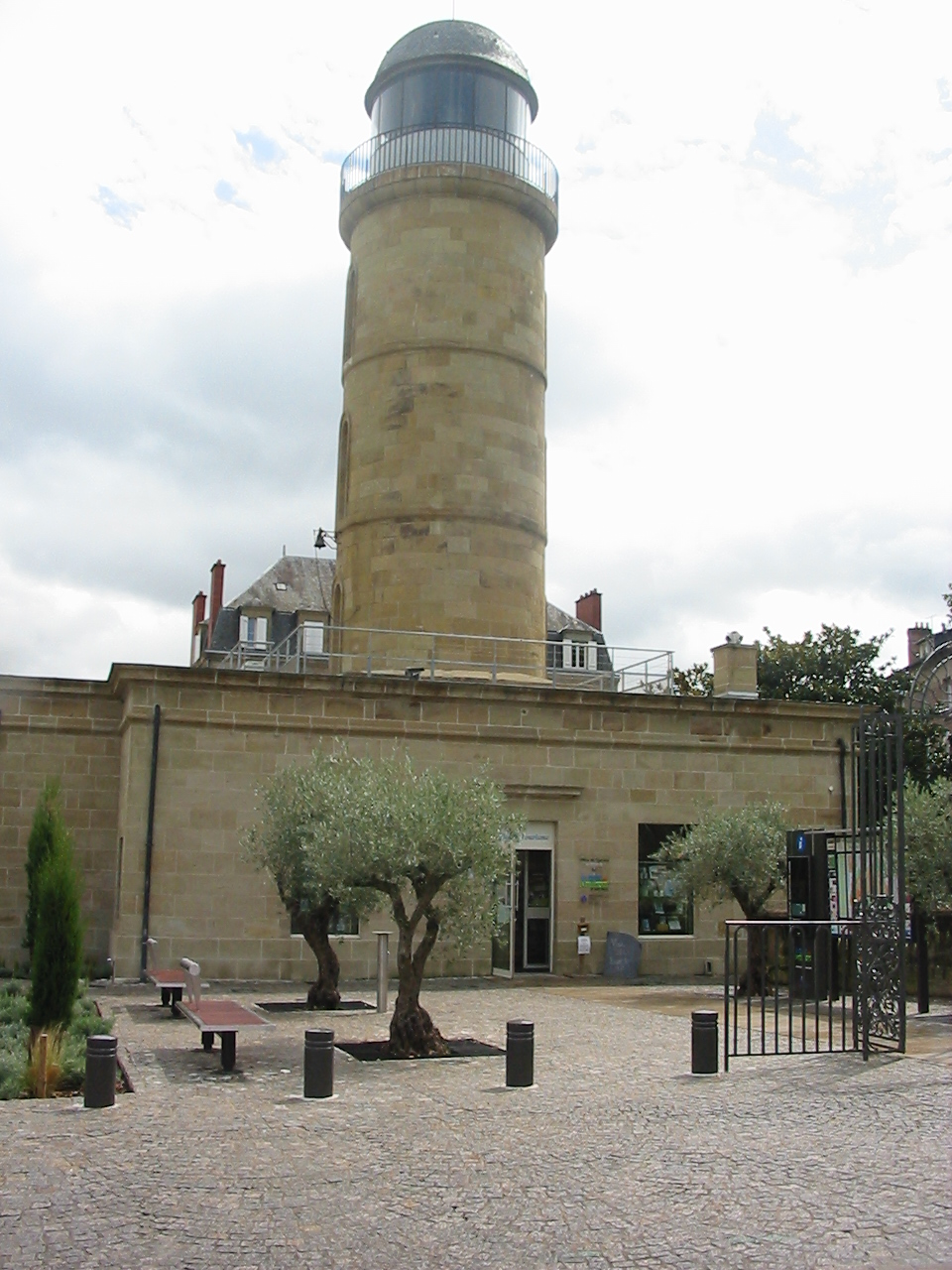
Office de tourisme de Brive en France.

#### Histoire

##### Les premiers groupements
Le comité des promenades de la ville de Gérardmer (Vosges) en juillet 1875 et l’union syndicale pour les intérêts thermaux et touristiques de Cauterets (1884) sont considérés comme les précurseurs des syndicats d'initiative,. Jusqu’alors, les comités existant aidaient les Français à préparer leurs voyages à l’étranger. Le comité de Gérardmer est tourné vers l’accueil des visiteurs venus découvrir les massifs alentour. 
Les premières structures accueillant les touristes et chargées de l'organisation du tourisme français sont : les syndicats d'initiative de Grenoble (1889), située de nos jours rue Alphand, puis d'Annecy (1895). L’union syndicale de la ville de Pau, créée en 1859, devient syndicat d'initiative en 1903.
Leur objectif principal était d’augmenter le flux de touristes et d’organiser au mieux leur séjour. Très rapidement, ce sont les syndicats d'initiative qui apparaissent à la fin du XIXe siècle, dont Grenoble est le précurseur en mai 1889. Influencé par un voyage en Suisse, Jullien-Fevrier a vanté les mérites des sociétés de développement suisses et la mise en valeur de la montagne voisine. Le groupe de bourgeois réuni autour de Jullien-Fevrier a souhaité suivre ce modèle suisse en proposant la création d'un syndicat d'initiative. Tout comme les comités précurseurs, cités précédemment, les syndicats d'initiative avaient pour mission l'accueil, l'information et le développement du tourisme.

##### Entre-deux-guerres
La nécessité de posséder des locaux d’accueil pour les touristes et les missions des syndicats d’initiative se renforcent après la Grande Guerre. La puissante fédération des syndicats d’initiatives d’Auvergne et du Massif Central réclame « que le Syndicat d'initiative locale, ayant remis aux mains des grandes associations touristiques, cette mission énorme et complexe, se borne — et la tâche est considérable encore — à être surtout un Comité d'aménagement de sa localité : qu'il devienne une sorte de « Conseil municipal esthétique et artistique » de sa ville, qu'il en organise ce que les Allemands appellent le « confort extérieur » (bancs, nettoyage des villes, concours de maisons et de gares fleuries, etc.), l'hôtellerie s'occupant d'autre part du « confort intérieur » : qu'enfin le Syndicat s'emploie à créer un Bureau de renseignement local, bien en vue, régulièrement tenu par un homme compétent, et il aura joué un rôle considérable dans l'amélioration de notre tourisme national ».
Accompagnant la création des stations thermales, climatiques et touristiques et la généralisation de la taxe de séjour, un décret réglementaire confie aux chambres d'industrie touristique le soin de créer des bureaux de renseignements dans les stations classées. Par une circulaire du 23 juin 1922, le ministre des Travaux publics Yves Le Trocquer invite les chambres d'industrie et les mairies à réfléchir à confier la gestion de ces bureaux de renseignements aux syndicats d'initiatives.
De 1932 à 1938, la Fédération nationale des syndicats d'initiative commande au dessinateur et affichiste Rob d'Ac une quinzaine de couvertures en couleurs pour des albums touristiques régionaux. Vu leur format (30 cm x 44 cm), ces couvertures, sous serpentes, peuvent devenir des affiches murales. Les régions présentées vont de "Artois Flandre Picardie" à "Côte d'Azur et Corse".

##### Seconde Guerre mondiale
Durant la Seconde Guerre mondiale, les syndicats d’initiatives veulent poursuivre leur travail et lancent une souscription en 1941 pour aider les groupes de zone occupée.
La loi du 12 janvier 1942 crée les comités régionaux de tourisme. Ils sont créés par arrêté du secrétaire d’État aux Communications. Ils comportent au plus neuf membres issus du secteur touristique, nommés pour un an arrêté ministériel. Leur mission est « de coordonner dans le cadre de la région économique les efforts de nature accomplis en vue du développement du tourisme. [...] Ils assurent la création et le fonctionnement d’un bureau régional de renseignements touristiques ; ils étudient et organisent la publicité régionale dans le cadre des instructions données par le secrétaire d’État aux Communications ; ils étudient l’ensemble des problèmes intéressant le développement du tourisme dans leur région et prennent dans ce domaine, sous le contrôle du gouvernement, toutes les initiatives qu’ils jugent opportunes. ».
Elle est complétée par la loi du 5 juin 1943 qui organise notamment la tutelle des organisations touristiques au secrétariat d’État au tourisme.

##### Des syndicats d’initiative aux offices de tourisme
Durant l’après-guerre, les problèmes de financement des syndicats d’initiative se font cruellement sentir, particulièrement au vu de la mission accrue liée à la progression du tourisme. L’existence de ces organismes privés va être bousculé par la création officielle, par la loi du 10 juillet 1964, des offices de tourisme. Le gouvernement, ayant pris conscience des enjeux économiques liés au tourisme, décide d’autoriser les conseils municipaux des stations classées de tourisme, à créer des offices si elles le désirent. L’accueil et la promotion touristique commencent à être perçus comme un service public. La création de ces structures doit être entériné par le préfet. Il s’agit alors d’établissements publics à caractère industriel et commercial ayant vocation « promouvoir le tourisme dans la station [...], assur[er] la coordination des divers organismes et entreprises intéressés au développement de celle-ci. ». 
Il est consulté sur les questions liées au tourisme et peut-être chargé d’exploiter des installations touristiques et d’organiser fêtes et manifestations artistiques. Pour préserver les intérêts des syndicats d’initiative, le texte précise que l’office peut « sur le plan de l’accueil et de l’information, déléguer tout ou partie de ce rôle aux organisations en place assumant déjà cette mission ». 
La première structure à avoir la véritable dénomination d'office de tourisme fut cependant l'Office de tourisme de Saint-Pierre-de-Chartreuse (Isère) qui vit le jour en 1905. Sa position au cœur du massif chartroussin, célèbre pour son hospitalité, notamment à travers l'Ordre des moines Chartreux fondé par Saint Bruno, lui a permis de se développer et de prendre une place centrale dans l'information touristique du territoire.
Des offices de tourisme, portant ce nom, existent déjà, comme ceux de Beaune et Dijon, créés en 1938.
Les offices du tourisme et les syndicats d'initiative sont deux structures totalement différentes même si elles œuvrent en faveur du tourisme. Les offices du tourisme sont des structures mises en place par l'administration, quand les syndicats d'initiative sont des associations privées à but non lucratif. Le syndicat d'initiative collabore étroitement avec la municipalité, dépend parfois trop fortement de ses subventions mais n'y est jamais soumis.
Le développement d’offices de tourisme professionnalisés, dirigé par un directeur et des agents rémunérés, d’un budget et de missions définies par la loi s’impose peu à peu face à des syndicats d’initiative ne disposant que de faibles ressources et ne vivant qu’avec des bénévoles. Durant les premières années, les deux organismes peuvent cohabiter, parfois avec succès. Dans le temps, les municipalités remplacent peu à peu les syndicats d’initiative par les offices de tourisme.
La loi du 23 décembre 1992 permet la création d’un OTSI, à destination des territoires isolés. Cet organisme mixte peut avoir différentes nature juridique.

#### Organisation

##### Offices de tourisme de France (OTF)
Créée au début du XXe siècle, la Fédération nationale des offices de tourisme et syndicats d'initiative - désignée par le nom de la marque « Offices de tourisme de France » - fédère l’ensemble des structures composant le réseau national des offices de tourisme :
- 2 400 Offices de tourisme ;
- 400 Syndicats d'initiative ;
- 78 Unions ou Fédérations départementales des offices de tourisme et syndicats d'initiative (UDOTSI/FDOTSI) ou organes représentatifs des Offices de tourisme et Syndicats d'initiative dans les Comités départementaux du tourisme/Agences de développement touristique (CDT/ADT) ;
- 22 Fédérations régionales des offices de tourisme et syndicats d'initiative (FROTSI) ou organes représentatifs des Offices de tourisme et Syndicats d'initiative dans les Comités régionaux du tourisme (CRT).

La fédération annonce assurer les missions suivantes pour les OT du réseau :
- Représenter et défendre les intérêts du réseau national des Offices de tourisme ;
- Contribuer au débat public sur le tourisme et l'évolution des collectivités territoriales ;
- Remplir les fonctions de syndicat d'employeur dans le cadre de la convention collective no 3175 des organismes de tourisme ;
- Informer et conseiller les adhérents ;
- Communiquer et valoriser les Offices de tourisme auprès de différentes cibles ;
- Animer, professionnaliser et faire émerger des projets collectifs ;
- Être un lieu de débat et de réflexion prospective ;

La plateforme www.tourisme.fr est le site officiel des offices de tourisme en France.

##### Les Relais territoriaux
Le Relais territorial est de manière générale une structure à l'échelle d'un département ou d'une région.
- Il fédère un réseau d'Offices de tourisme
- Il agit principalement dans quatre domaines d'intervention : l'animation, la professionnalisation, la structuration et la représentation.
- Il peut être amené à assurer des missions confiées par certaines collectivités

Le rôle et les missions des « relais territoriaux » ont été repensés pour atteindre plusieurs objectifs :
- Faciliter la mutation des Offices de tourisme
- Fournir un cadre stratégique pour les prises de décisions à chaque niveau territorial
- Mobiliser les Offices de tourisme autour de Relais territoriaux efficaces

Les Relais territoriaux en 2013 en quelques chiffres :
- 68 Unions ou Fédérations départementales
- 21 Fédérations régionales d'Offices de tourisme ou Relais territoriaux régionaux. Selon les régions, la forme des Relais territoriaux régionaux est différente. Par exemple, dans la Région Normandie, il s'agit d'une association, dénommée Offices de tourisme et territoires de Normandie (OTTN)[18]. Dans la Région Centre Val de Loire, c'est le Comité régional du tourisme qui assure la mission de Relais territorial. En Nouvelle-Aquitaine, il s'agît de la Mission des Offices de tourisme de Nouvelle-Aquitaine (MONA)[19] qui est à la fois une agence du Conseil Régional chargée de la professionnalisation et le Relais Territorial Régional.
- 11 CDT / ADT[20][source insuffisante]

##### Office de tourisme et Syndicat d'initiative

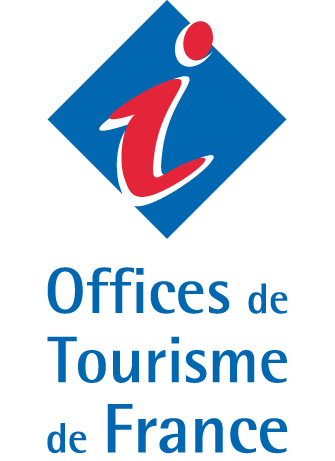
Logo français.

Le syndicat d’initiative (SI) est créé par la libre association de deux citoyens (minimum) ayant le souhait de développer en commun différentes actions, notamment : l’accueil et l’information des touristes, la promotion touristique d’une collectivité et l’animation touristique. Ces actions sont menées dans le cadre d’une association loi de 1901, sans délégation de service public au titre de la compétence tourisme.
Ces associations ont pour la plupart été membres de l'union nationale des syndicats d'initiative (créée en 1919) puis de la Fédération Nationale des SI et OT apparue en 1926. Elles peuvent aujourd'hui être adhérentes à la FNOTSI. Le syndicat d’initiative est classé depuis 1963, c'est la réforme André Falque (président de la Fédération régionale des SI de Franche-Comté), souhaitant promouvoir les SI comme « un nouvel art de vivre ». Il y a les SI au rayonnement national, les SI régionaux et les SI locaux. Chaque SI recevait un panonceau correspondant à son statut afin de rendre plus visible la hiérarchie du « tourisme réceptif ». Dans sa réforme, André Falque insiste auprès des SI pour que ceux-ci créent des conventions auprès de leur municipalité afin de leur garantir une subvention régulière et une entente cordiale.
Le développement des offices du tourisme, à partir de 1964, a causé beaucoup de problèmes pour les SI qui se sont considérés comme remplacés. Les deux structures ont en effet les mêmes attributions et rapidement les SI se sont éteints. Aujourd'hui, ils subsistent principalement dans les espaces ruraux ou isolés.
La création d’un organisme dénommé « office de tourisme » n’est possible qu’à l’initiative du pouvoir public compétent :
- soit d’une commune, article L133-1 du code du tourisme ;
- soit d’un groupement de communes (communauté de communes, d’agglomération ou urbaine, métropole), article L134-5 du code du tourisme ;
- soit d’un groupement de groupements de communes qui peuvent s’associer pour créer un syndicat mixte qui instituera l’office de tourisme, article L134-5 du code du tourisme.

Une convention d'objectifs devra être établie entre l'office de tourisme et la collectivité.
La collectivité doit déterminer par délibération le statut juridique (association loi de 1901, régie, EPIC, SEM, SPL, SA...) et les modalités d’organisation de l’office de tourisme, article L133-2 du code du tourisme.

#### Classement
Le classement d'un office de tourisme n'est pas obligatoire, il s'agit d'une possibilité.
Jusqu'en 2011, la conformité aux critères de classement permet l'obtention d'étoiles selon les termes prévus par l'arrêté du 12 janvier 1999. Conformément aux étoiles hôtelières, les classements vont de une étoile à quatre étoiles. Depuis le 24 juin 2011 il peut demander un classement, toujours pour cinq ans, selon les nouveaux critères dans l'une des trois nouvelles catégories (III, II et I) prévues par l’arrêté du 12 novembre 2010. Tous les offices de tourisme disposent (s'ils demandent à la collectivité et que cette dernière souhaitent conserver ou obtenir un classement) jusqu'au 31 décembre 2013 pour obtenir ces « nouveaux » classements (arrêté du 10 juin 2011).
Un arrêté du 16 avril 2019 instaure de nouveaux critères de classement. Le nombre de catégories est réduit à deux (I ou II). La volonté du gouvernement est d'aptater les critères aux attentes des touristes et notamment concernant le volet numérique,. 

#### Missions
Les missions d'un office de tourisme sont définies aux termes des articles L133-3 et L133-9  du Code du tourisme
L’office de tourisme se voit confier en gestion directe (organismes de droit public : régie, EPIC) ou en gestion indirecte (organisme de droit privé : association, SEM, etc.) avec mise en œuvre le cas échéant d’une délégation de service public (loi du 29 janvier 1993 dite « Sapin ») les missions :
- d’accueil et d'information des touristes ;
- de promotion touristique de la commune ou du groupement de communes, en coordination avec le CDT et le CRT ;
- de coordination des interventions des divers partenaires du développement touristique local.

Il peut également être chargé de missions complémentaires : 
- élaboration et de la mise en œuvre de la politique locale du tourisme et des programmes locaux de développement touristique, notamment dans les domaines de l'élaboration des services touristiques, de l'exploitation d'installations touristiques et de loisirs ;
- des études ;
- de l'animation des loisirs,
- de l'organisation de fêtes et de manifestations culturelles ;
- commercialisation des prestations de services touristiques ;
- être consulté sur des projets d'équipements collectifs touristiques (obligatoire pour les offices de tourisme EPIC).

### Luxembourg
Au Luxembourg, les offices du tourisme sont tenus par des syndicats d'initiative, qui doivent avoir le statut d'association sans but lucratif et être agréés par le ministère du Tourisme.